# Gunnar Cederschiöld
Mathias Gunnar Cederschiöld, född 30 juli 1887 i Västerstad, död 21 november 1949 i Jönköping, var en svensk målare, tecknare och författare. Han var son till Gustaf Cederschiöld och måg till Gustaf Steffen.

## Biografi

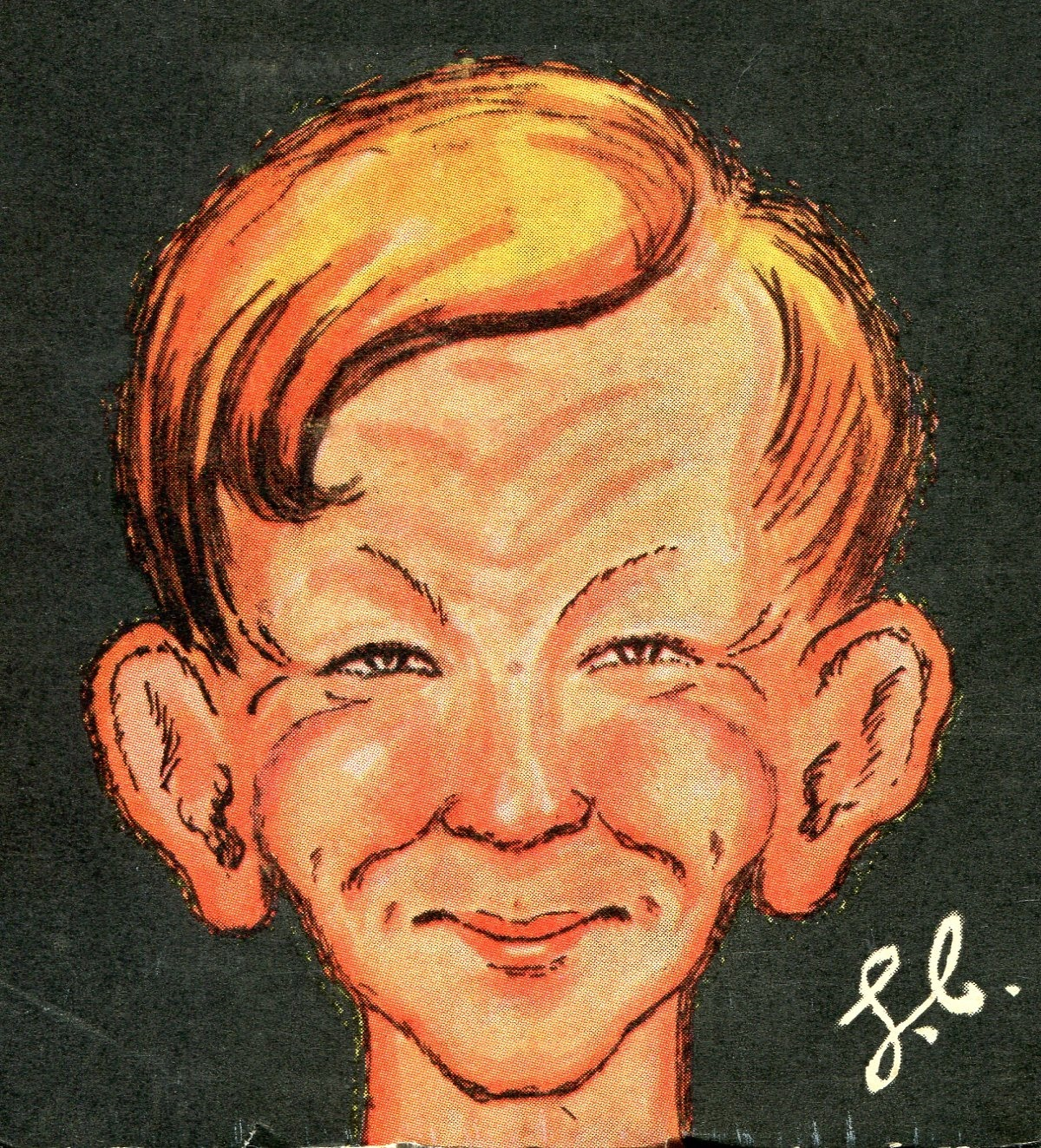
Självporträtt av Gunnar Cederschiöld som pojke.

Gunnar Cederschiöld avlade studentexamen i Göteborg 1906, varefter han studerade måleri vid Valands konstskola där och i Köpenhamn. Sedan studerade han i Paris vid Académie de la Grande Chaumière samt som privatelev för Théophile Steinlen. Han gjorde sig framför allt känd som författare, först genom parisbrev till svenska tidningar som illustrerades med egna teckningar, sedan under krigstiden genom livliga och åskådliga skildringar, som – även då de någon gång är novellistiskt hållna – till sin karaktär är rapp journalistik. De är samlade i en följd böcker, illustrerade med raskt skisserade teckningar.
Han blev verkställande direktör 1919 för AB France-Afrique i Paris och för Société genérale des Allumettes 1927. Cedeschiöld tävlade i fäktning vid sommarolympiaden 1928.